# Bobby Vee
Bobby Vee, född Robert Thomas Velline den 30 april 1943 i Fargo i North Dakota, död den 24 oktober 2016 i Rogers i Minnesota, var en amerikansk popsångare och musiker.
Bobby Vee hade finländskt och norskt påbrå. Han var en av det tidiga 1960-talets stora tonårsidoler, och bildade gruppen The Shadows (ej att förväxla med den brittiska gruppen med samma namn) i sin födelseort Fargo 1959. När Buddy Holly, Ritchie Valens och The Big Bopper dog i en flygplanskrasch på väg till just Fargo 1959, var det Bobby Vee och hans grupp som fick hoppa in som ersättare vid konserten. 
Under namnet Bobby Vee And The Shadows spelade gruppen samma år in singeln "Suzie Baby", som blev en lokal hit i Minnesota och nådde plats 77 på den amerikanska singellistan Billboard Hot 100. Under en period medverkade även en ung Bob Dylan som pianist i The Shadows, under namnet Elston Gunnn.
Bobby Vee slog igenom stort 1960 med låtarna "Devil or Angel" och "Rubber Ball". Under åren som följde kom en rad hits som alla var lättsamma poplåtar, till exempel "Take Good Care of My Baby" (1961), som nådde förstaplatsen på Billboard Hot 100 och låg två veckor på svenska Radio Nords Topp 20-lista, "Run to Him" (1961), som hamnade tvåa på Billboard Hot 100 och låg nio veckor på Radio Nords Topp 20-lista, och "The Night Has a Thousand Eyes" (1963), som nådde en tredjeplats på Billboard Hot 100. 
1962 släppte Vee albumet Bobby Vee Meets The Crickets tillsammans med Buddy Hollys gamla kompgrupp The Crickets. Under det tidiga 1960-talet medverkade han även i en rad filmer.
Som många andra samtida artister minskade Vees popularitet i och med att popgrupper som The Beatles slog igenom; hans sista framträdande på Billboard Hot 100 kom 1968 med "Let's Call It A Day Girl", som endast hamnade på plats 92. Bobby Vee var dock fortfarande aktiv även under senare år.
Den 24 oktober 2016 avled Vee på grund av komplikationer av Alzheimers sjukdom, som han diagnostiserades med 2011.

## Diskografi
Album
- Take Good Care Of My Baby (1961)
- With Strings And Things (1961)
- Sings Hits Of The Rockin' '50's (1961)
- Bobby Vee Meets The Crickets (1962)
- A Bobby Vee Recording Session (1962)
- Merry Christmas From Bobby Vee (1962)
- I Remember Buddy Holly (1962)
- The Night Has A Thousand Eyes (1963)
- Bobby Vee Meets The Ventures (1963)
- The Wonderful World Of Bobby Vee (1963)
- Look At Me Girl (1966)
- Come Back When You Grow Up (1967)
- Just Today (1968)
- Do What You Gotta Do (1969)
- Gates, Grills & Railings (1969)
- Nothin' Like A Sunny Day (1972)
- Bobby Vee (1959-1968) (1990) (samlingsalbum)
- The Essential & Collectible Bobby Vee (1998) (2-CD samlingsalbum + tidigare outgivet)
- Last Of The Great Rhythm Guitar Players (2005)